# Rüegsau
Rüegsau là một đô thị thuộc huyện Emmental, bang Bern, Thụy Sĩ. Đô thị này có diện tích 15,06 km2, dân số thời điểm tháng 12 năm 2020 là 3265 người.